# 黎明広場駅
黎明広場駅（れいめいひろば-えき）は中華人民共和国遼寧省瀋陽市大東区に位置する瀋陽地下鉄1号線の駅である。

## 駅周辺
- 黎明文化宮
- 黎明図書館
- 黎明文化宮職工健身俱楽部
- 大東区人民政府東塔街道弁事処
- 和睦路郵政支局
- 千金堂薬房
- 春暉家園
- 和睦公園

## 歴史
- 2010年9月27日 - 開業。

## 隣の駅
瀋陽地下鉄
■1号線
滂江街駅 - 黎明広場駅 - 新恵街駅